# 한국에서 가장 아름다운 마을 추진본부
한국에서가장아름다운마을연합은 마을들이 스스로 '한국에서 가장 아름다운 마을'로 선언함으로써 자기 지역에 대한 자랑을 간직하고 장래에 걸쳐 아름다운 지역 만들기를 실현하고, 마을주민 스스로의 마을 만들기 활동 구현함을 목적으로 2011년 11월 16일 설립 허가된 대한민국 농림수산식품부 소관의 사단법인이다. 사무실은 서울특별시 강남구 논현동 249-6, 로얄팰리스 1층에 있다.